# Strommarkttreffen
Das Strommarkttreffen ist ein offenes Netzwerk im Bereich Energiewirtschaft, Stromhandel und Klima- und Energiepolitik. Das Netzwerk besteht aus monatlichen thematischen Workshops, einem E-Mail-Verteiler und einer Reihe von Online-Ressourcen, die zum Teil "crowd sourced" sind, beispielsweise ein Konferenzen-Kalender, eine Institutionen-Datenbank und ein Überblick über wissenschaftlichen Zeitschriften aus dem Bereich. Das Strommarkttreffen wurde 2010 von Lion Hirth gegründet, um den Austausch zwischen Wissenschaft, Politik und Wirtschaft zu befördern, und seitdem von ihm kuratiert. Eine Mitgliedschaft ist an keine Bedingungen geknüpft und kostenlos. Die Workshops finden abwechselnd in den Räumlichkeiten Berliner Energie-Institutionen statt. Das Netzwerk hat gut 5000 Mitglieder.